# Anii 1100
Secole: Secolul al XI-lea - Secolul al XII-lea - Secolul al XIII-lea
Decenii: Anii 1050 Anii 1060 Anii 1070 Anii 1080 Anii 1090 - Anii 1100 - Anii 1110 Anii 1120 Anii 1130 Anii 1140 Anii 1150
Ani: 1100 1101 1102 1103 1104 1105 1106 1107 1108 1109